# U Sein Hlaing
U Sein Hlaing (birman : စိန်လှိုင်၊ ရဲအုပ်ကြီး) (né le 10 novembre 1918 à Rangoun à l'époque en Birmanie britannique et aujourd'hui en Birmanie, et mort le 7 mai 2010 dans la même ville) est un footballeur international birman, devenu ensuite entraîneur.

## Biographie

### Carrière de joueur
Il a une brève carrière de joueur de 1938 à 1940 (Seven Stars FC et Friends Union FC). 

### Carrière d'entraîneur
Il est le sélectionneur de 1964 à 1979 de la Birmanie. Il amène la sélection aux JO 1972, qui se voit éliminée au premier tour.
Il remporte les Jeux asiatiques en 1966 et 1970, ainsi que les Jeux d'Asie du Sud-Est en 1965 (à égalité avec la Thaïlande), 1967, 1969, 1971, et 1973.